# Colibri des tépuis
Polytmus milleri
Espèce
Statut de conservation UICN

 LC  : Préoccupation mineure
Statut CITES
Le Colibri des tépuis (Polytmus milleri) est une espèce de colibris de la sous-famille des Polytminae.

## Habitat et distribution

Carte de répartition de l'espèce

Le Colibri des tépuis habite les savanes des tepuys au Venezuela, au Brésil et au Guyana.

## Référence
(en) « Neotropical Birds Online », Cornell Lab of Ornithology, 2 juillet 2011